# Serbiska Republikens dag
Serbiska Republikens dag (serbokroatiska: Dan Republike Srpske / Дан Републике Српске) är en nationell helgdag i Serbiska Republiken. Högtiden firas den 9 januari, och dess inofficiella skyddspatron är den helige Stefanos, historiskt skyddspatron för medeltida Kotromanić-dynastin kungar som bär förnamn efter honom – som infaller samma dag.